# Movimiento 15-M
El Movimiento 15-M, también llamado movimiento de los indignados, fue un movimiento ciudadano formado a raíz de la manifestación del 15 de mayo de 2011 convocada por diversos colectivos, y las acampadas espontáneas que grupos de personas iniciaron esa noche en plazas de diferentes ciudades de España. El movimiento dio lugar a una serie de protestas pacíficas que reclamaban una democracia más participativa alejada del bipartidismo PSOE-PP y del dominio de bancos y corporaciones, una mayor división de poderes y persecución de la corrupción política y otras medidas relativas a la calidad democrática, la precariedad y la gestión de la crisis económica, con especial énfasis en el rechazo a las políticas de la Comisión Europea como los de austeridad, al rescate financiero y a los recortes en políticas sociales.
El movimiento aglutinó a sectores diversos de la población, muchos anteriormente despolitizados, así como a movimientos anteriores como Democracia Real Ya, la PAH o Juventud Sin Futuro. A partir de la movilización mundial del 15 de octubre de 2011, los activistas que formaban parte de las acampadas y asambleas empezaron a crear colectivos temáticos centrados en temas como la sanidad pública (Marea Blanca), la vivienda (Stop Desahucios), la educación pública (Marea Verde), la corrupción (15MpaRato), las pensiones públicas, el fraude de las preferentes o la transparencia. Posteriormente, se formaron nuevos partidos políticos, como el Partido X en enero de 2013 o Podemos en 2014. Este último obtuvo cinco eurodiputados en las elecciones europeas de 2014 y en 2015 se convirtió en la tercera fuerza del Congreso de los Diputados, en lo que se consideró junto al surgimiento de las mareas municipalistas una institucionalización de parte de las demandas del movimiento.
El Movimiento 15-M surgió influido por la revuelta y posteriores protestas en Grecia entre 2008 y 2012 y por la conocida como Primavera Árabe iniciada en 2010, de la que tomaron elementos como la ocupación de las plazas y la importancia de las redes sociales. A su vez, la experiencia del 15-M influyó en distintos movimientos surgidos después, como el Movimiento Occupy (Estados Unidos), YoSoy132 (México) o Nuit debout (Francia). En su pico, el movimiento convocó a más de seis millones de personas en España, y dio lugar a un ciclo de protestas en el país que incluyó Rodea el Congreso, el Tren de la Libertad y las Marchas de la Dignidad de 2014 y 2015.

## Antecedentes

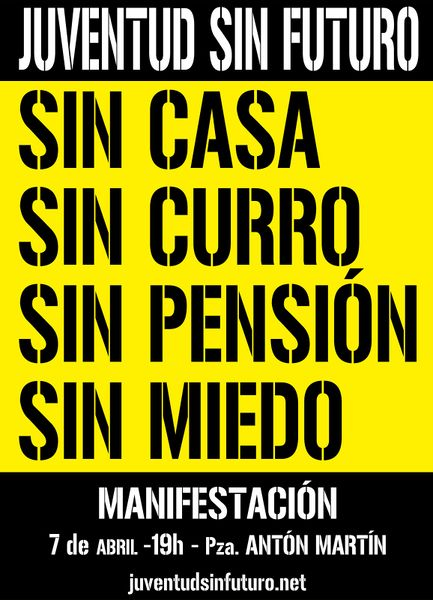
Juventud Sin Futuro.

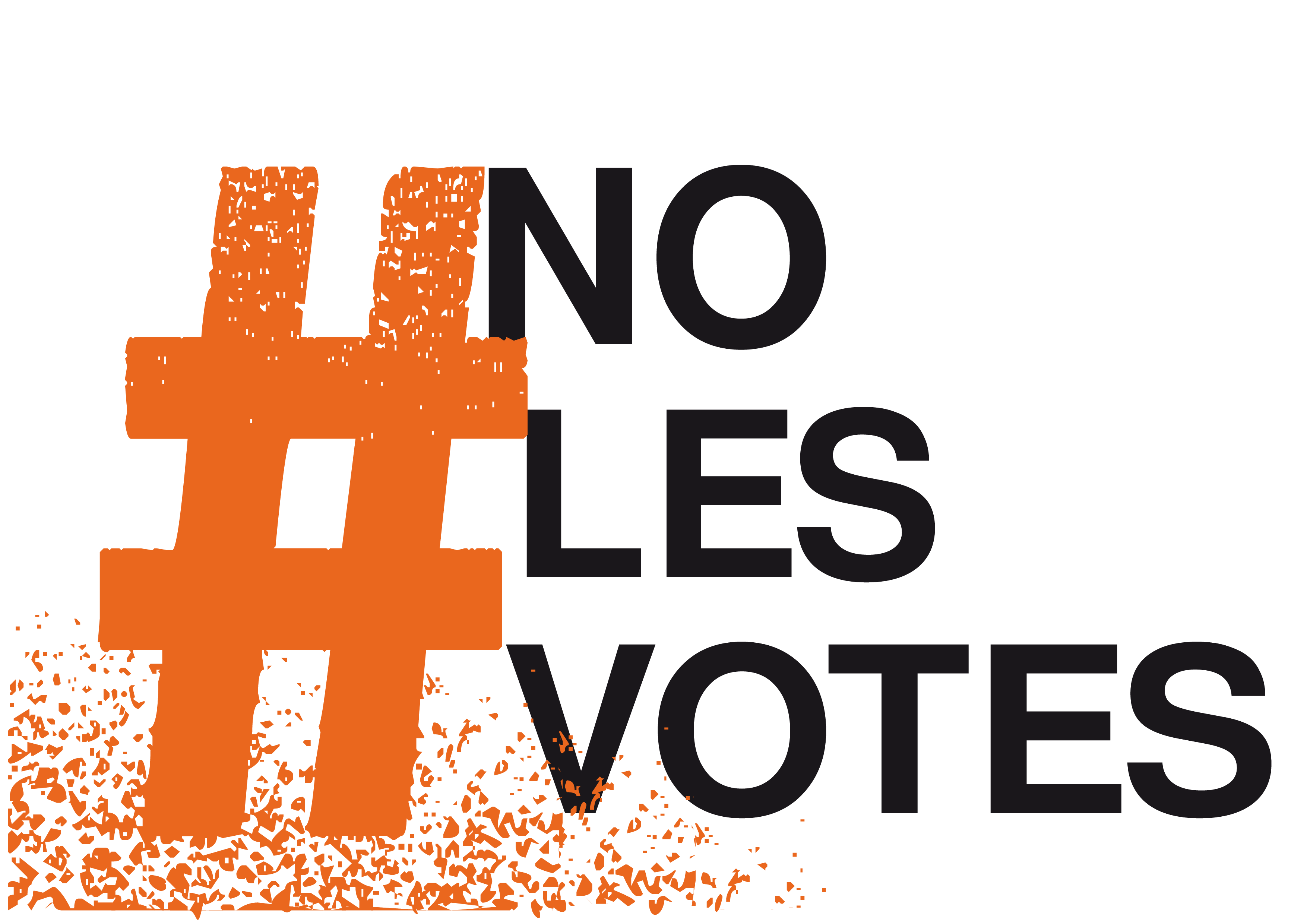
No les votes.

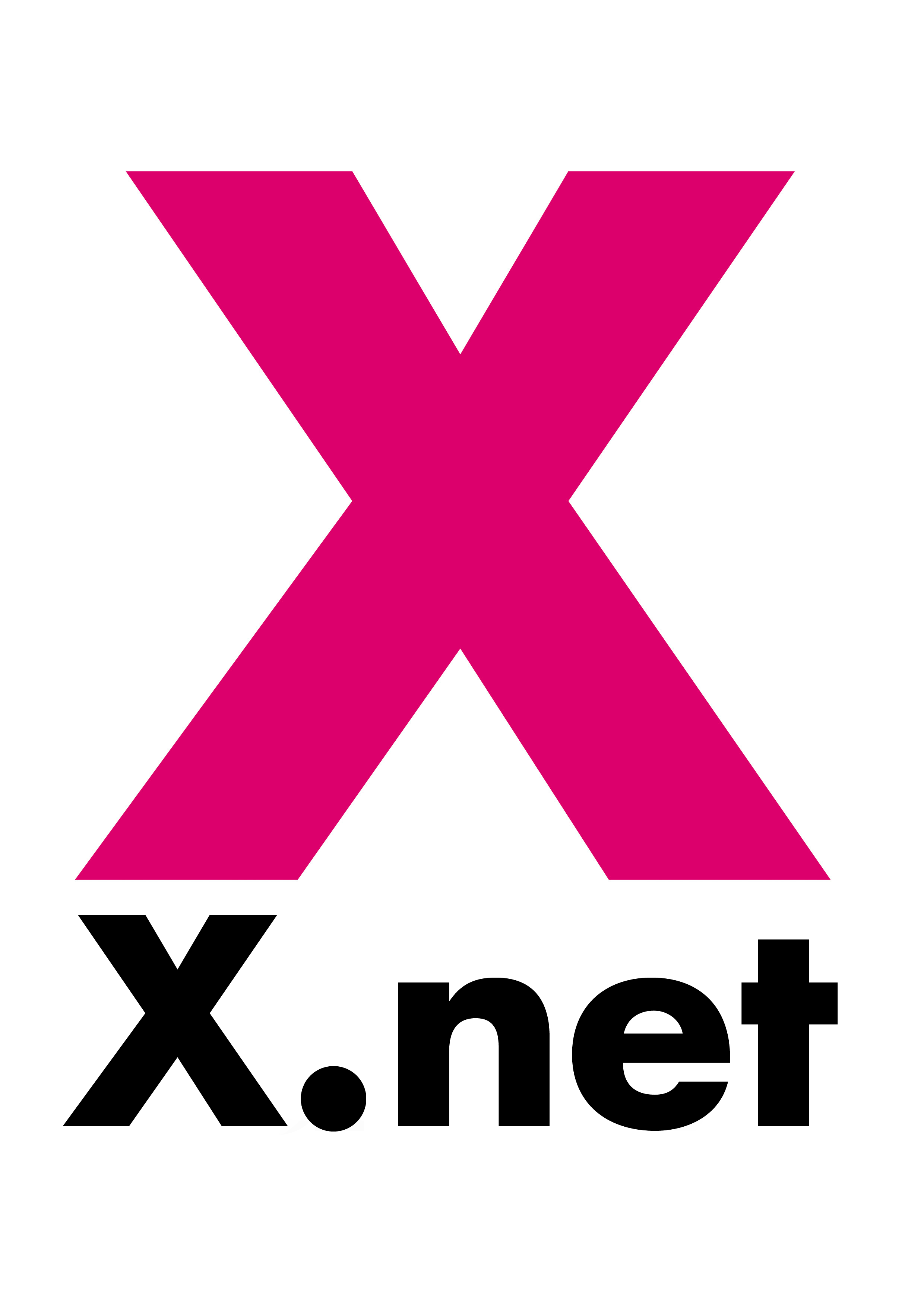
X.net.

- Desde 2008 hay una crisis económica en España, que se acaba extendiendo a otros ámbitos, dando lugar a una crisis política, social, institucional y territorial.

- A partir de octubre de 2008 se va gestando una revolución ciudadana en Islandia: se rechaza el pago de la deuda externa, se comienzan a exigir responsabilidades a sus banqueros y políticos y se da comienzo a un proceso constituyente desde la base.

- En diciembre de 2008 se conforma en las redes la plataforma HuelgaGeneral.net,[20] de carácter apartidista y asindical, que clama por una huelga general, aglutinando a jóvenes indignados de diferentes ideologías en torno a unas reivindicaciones que se vieron concretadas más adelante en plataformas como No les votes o Democracia Real Ya.
- En febrero de 2009 se creó la Plataforma de Afectados por la Hipoteca en Barcelona.

- El 29 de septiembre de 2010 hay una huelga general en España contra la reforma laboral de 2010 promovida por el gobierno socialista de José Luis Rodríguez Zapatero, aprobada en el Congreso de los Diputados el 9 de septiembre de 2010, entrando en vigor el 19 de septiembre de 2010, y contra la reforma del sistema público de pensiones anunciada por el Gobierno de España.

- El 21 de octubre de 2010 se publica el panfleto ¡Indignaos!, de Stéphane Hessel, en su versión original, francés. El escritor y diplomático francés Stéphane Hessel, uno de los redactores de la Declaración Universal de Derechos Humanos de 1948 y autor del libro ¡Indignaos!, plantea un alzamiento «contra la indiferencia y a favor de la insurrección pacífica», convirtiendo su obra en un fenómeno mediático-editorial.[21]

¿Cómo concluir este llamado a la indignación? Diciendo todavía lo que, en ocasión del sexagésimo aniversario del programa del Consejo Nacional de la Resistencia dijimos el 8 de marzo de 2004 —somos veteranos de los movimientos de resistencia y fuerzas de combate de la Francia Libre (1940-1945)— que ciertamente «El nazismo fue derrotado, gracias al sacrificio de nuestros hermanos y hermanas de la Resistencia y a las Naciones Unidas contra la barbarie fascista. Pero esta amenaza no ha desaparecido y nuestra ira contra la injusticia sigue intacta». No, esta amenaza no ha desaparecido por completo. Convoquemos una verdadera insurrección pacífica contra los medios de comunicación de masas que no propongan como horizonte para nuestra juventud otras cosas que no sean el consumo en masa, el desprecio hacia los más débiles y hacia la cultura, la amnesia generalizada y la competición excesiva de todos contra todos.
Stéphane Hessel, Conclusión.

- El 21 de octubre de 2010, dos ciberactivistas españoles crean también una página en Facebook, «Yo soy un joven español que quiere luchar por su Futuro».[22] La comunidad creciente de esta página creó un blog en diciembre de 2010, (www.juventudenaccion.info), a través del que se empezaron a convocar pequeñas acciones. Comenzaron a contactar con otros movimientos incipientes como Ponte en Pie,[23] nacida en enero de 2011 en el foro forocoches.

- El 4 de enero de 2011, un joven de 26 años, Mohamed Bouazizi, se inmola a lo bonzo debido a sus problemas económicos, desatando una ola de manifestaciones en Sidi Bouzid que se extendió desde las periferias de Túnez hasta su misma capital y terminó por derrocar al gobierno. Se inicia la Primavera Árabe.[24]

- El blog Manifiesto Juventud publicó el 9 de febrero de 2011 un borrador de manifiesto denominado "Mayo del 68 en España" convocando a los jóvenes a la protesta.[25]

- El 11 de febrero, nace Estado del Malestar. Se crean varios grupos locales que animan a los ciudadanos a salir a la calle a protestar y pedir en un movimiento apartidista el fin del bipartidismo y una democracia más participativa. Se establecen convocatorias los viernes a las 19 horas, empezando la primera protesta el 11 de febrero en la Puerta del Sol de Madrid y, la siguiente, el 18 de febrero en lugares emblemáticos de cada pueblo o ciudad.

- Se aprobó la Ley Sinde por el Congreso de Diputados el 15 de febrero de 2011, tras numerosas protestas ciudadanas. Dos días después se produce una protesta a las puertas de los Premios Goya,[26] y en los meses siguientes Anonymous y grupos hacktivistas realizan nuevas acciones en redes en contra de la ley de propiedad intelectual y la SGAE.[27][28]

- El 20 de febrero de 2011, se crea la Plataforma de coordinación de grupos pro-movilización ciudadana, un grupo de Facebook formado por representantes de colectivos con el fin de convocar una manifestación masiva y la redacción de un manifiesto.

- El 12 de marzo de 2011, aparece en Portugal un movimiento que comparte muchas reivindicaciones con el 15M, Geração à Rasca, el 12 de marzo se convocó en Lisboa una manifestación en favor de los desempleados, "quinientoseuristas", y otros mal remunerados, esclavos disfrazados, subcontratados, contratados temporalmente, falsos trabajadores autónomos, trabajadores intermitentes, temporeros, trabajadores-estudiantes, estudiantes, madres, padres e hijos de Portugal.

- El 16 de marzo, el anterior grupo de Facebook se transforma en la plataforma Democracia Real Ya, donde se activa una web con un manifiesto, propuestas políticas para España, y convocan una manifestación para el 15 de mayo de 2011.
- El 30 de marzo, se produjo la primera protesta juvenil, una huelga general de estudiantes, con asistencia de miles de jóvenes en todo el país, contra el paro y la precariedad laboral, los recortes presupuestarios en la educación, el plan Bolonia y el aumento de las tasas universitarias.[29]

- El 7 de abril, la plataforma Juventud Sin Futuro, nacida en el entorno universitario, organizó en Madrid una marcha contra la crisis económica, criticando la «partitocracia encabezada por las inamovibles siglas del PPSOE».[30]

- El movimiento internauta No les votes, nacido en respuesta a la ley Sinde contra la libre distribución de obras, instó a no votar a los partidos que la apoyaron: PSOE, PP y CiU.[31]

## Desarrollo

### Mayo-junio de 2011
El 15 de mayo, en más de cincuenta ciudades, la sociedad civil española protestó contra los políticos, inspirada en la revuelta en Grecia de 2008 y también en las Revoluciones y protestas en el mundo árabe de 2010-2011. La primera manifestación, organizada por la plataforma Democracia Real Ya, concluyó en la madrugada del 16 de mayo cuando fueron desalojados de la Puerta del Sol los asistentes que seguían allí congregados, siendo detenidas 19 personas. El 17 de mayo se volvieron a concentrar 10 000 personas. Tras el desalojo de la acampada en la Puerta del Sol al día siguiente de la manifestación por parte de las Fuerzas de seguridad, se reprodujeron centenares de acampadas en las plazas de la mayoría de las ciudades españolas, así como otras creadas por expatriados españoles en ciudades de todo el mundo. La enciclopedia 15Mpedia contenía información de 211 acampadas el 22 de abril de 2014. En los primeros días de la Acampada Sol se decidió acampar como mínimo hasta las elecciones municipales de España de 2011 del 22 de mayo.
Acampada de Sol

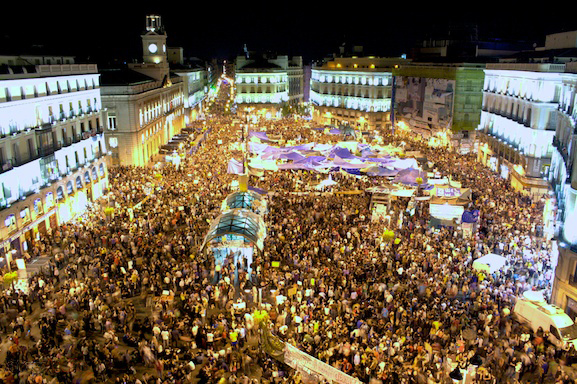
Puerta del Sol el 20 de mayo de 2011

Una de las imágenes más visibles de estos acontecimientos fue la que se dio a conocer como Acampada Sol. Se trató de un campamento que miembros del Movimiento 15-M levantaron en la madrileña Puerta del Sol, al día siguiente de la manifestación del 15 de mayo.
Alrededor de un centenar de concentraciones y acampadas se sucedieron en los días siguientes en diversas ciudades de la geografía española. Algunas se conformaron como zonas con estructuras propias de autogobierno, alimentación, sanidad y cultura, organizándose de acuerdo con los principios que consideraban que debían regir la sociedad más amplia, en un ejercicio de política prefigurativa. Los indignados continuaron su concentración en la plaza el 18 de mayo a pesar de oposición de la Junta Electoral de Madrid, que consideró que no existían causas extraordinarias de urgencia para justificar la convocatoria, además de advertir que para ellos «la petición de voto responsable a la que se hace referencia en la solicitud puede afectar a la campaña electoral y a la libertad de los ciudadanos en su derecho a voto». Los convocantes emplearon etiquetas (hashtags) en las redes sociales como #spanishrevolution, #democraciarealya, #nonosvamos, #15M, #notenemosmiedo o, tras la decisión de las juntas electorales, #juntaelectoralfacts. Algunos de los lemas recurrentes fueron «No somos marionetas en manos de políticos y banqueros» o «Democracia real ¡YA! No somos mercancía en manos de políticos y banqueros».
Algunas acampadas continuaron más allá de las elecciones hasta junio de 2011, destacando Acampada Sol y Acampada BCN (en la Plaza Cataluña de Barcelona).

### Junio-octubre de 2011
Las distintas manifestaciones del 19 de junio convocaron a un gran número de ciudadanos en más de 60 ciudades del país, llegando algunas estimaciones al millón de personas.
Asambleas Populares de barrios y pueblos de la Comunidad de Madrid
Levantada la Acampada de Sol, la actividad se trasladó a los barrios y pueblos, constituyéndose las asambleas populares, que formaron la Asamblea Popular de Madrid

Nuestro objetivo inicial fue extender el movimiento 15M, propagar en el ámbito de lo local la democracia participativa directa, el método asambleario, la recuperación del espacio público y el pensamiento crítico.

Para ello se efectuó un llamamiento generalizado el 24 de mayo para que las personas que desearan organizar las asambleas locales se pusieran en contacto entre sí. Esas personas dinamizaron y coordinaron las asambleas populares que tuvieron lugar el sábado 28 de mayo. Nacieron más de cien en la Comunidad de Madrid y reunieron alrededor de 30.000 personas.

Al día siguiente, 29 de mayo, sus portavoces se reunieron por primera vez en Sol en lo que se conoce como Asamblea Popular de Madrid. Desde entonces hasta hoy las asambleas populares locales se han reunido regularmente y han alcanzado distintos niveles de auto-organización y participación.
Comisión de extensión a Barrios de la Acampada Sol.

Estas acampadas se transformaron en asambleas populares abiertas que se celebran generalmente en plazas o parques y están estructuradas en diversas comisiones (legal, comunicación, acción, actividades, barrios, estatal e internacional, información, infraestructuras, lenguas de signos) y grupos de trabajo (cultura, educación, política, economía, medio ambiente, trabajo social, feminismos, ciencia y tecnología, diálogo entre religiones, migración y movilidad, pensamiento).
Resto de asambleas
De forma similar, se fueron levantando el resto de Acampadas y se crearon asambleas con reuniones físicas periódicas en el resto de España y del mundo. La enciclopedia 15Mpedia contabiliza información de más de 500 asambleas por todo el mundo (más de 450 en España).
Movilización mundial del 15 de octubre de 2011

### A partir de octubre de 2011
Miembros de estas asambleas han acabado creando plataformas, asociaciones, cooperativas, y proyectos políticos entre otros colectivos nacidos a raíz de la manifestación, en los que continuaron participando. Algunos de los rasgos que caracterizaron a las distintas acampadas, colectivos y plataformas fueron la horizontalidad y el asamblearismo, la organización en red y nodos y haciendo uso de herramientas digitales (tecnopolítica), la ocupación del espacio público y las plazas, la defensa de la inteligencia colectiva y los principios de inclusividad y no violencia, la heterogeneidad y descentralización y el uso de técnicas como el copyleft y el micromecenazgo.[cita requerida]
Comisión de Propuestas
La Comisión de Propuestas de Acampada Sol recogió propuestas ciudadanas desde los primeros días de la acampada hasta finales de 2011. Los resultados fueron presentados en abril de 2012, en la web de Toma la Plaza. La Comisión de Propuestas de Sol (ahora en PuntoSol) presentó la compilación final de las propuestas ciudadanas recogidas en buzones durante la Acampada Sol y el Barracón, clasificándolas en las categorías de política, economía, medio ambiente, educación, social, organización y cultura. Entre las más repetidas de entre las 14.679 recogidas se encontraban la supresión de los privilegios de los políticos, la reforma de la ley electoral (rechazo de la ley de Hondt y las circunscripciones), medidas contra la corrupción (incluyendo más control y aumento de las penas), educación pública, mejora de las condiciones laborales de los trabajadores, regulación de la banca y sistema financiero (incluyendo nacionalización de la banca y dación en pago), estrategias de energía y movilidad sostenibles, democracia directa vía participación ciudadana, referéndums e Iniciativas Legislativas Populares, vivienda digna y accesible, listas electorales abiertas, sanidad pública o derechos de los animales.

## Propuestas del movimiento 15M

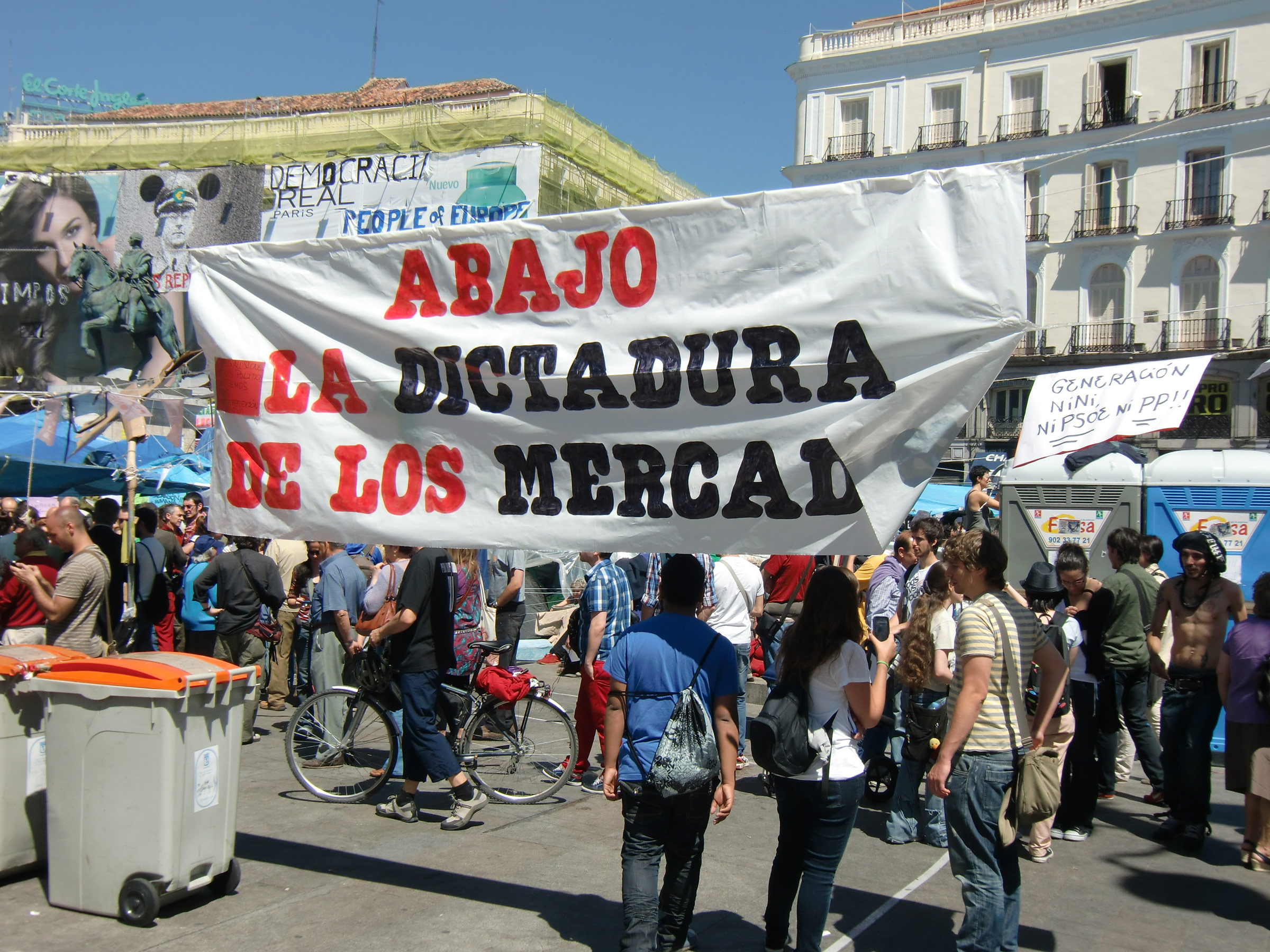
Pancarta de la Asamblea de Sol donde hay escrito "Abajo la dictadura de los mercados."

### Planteamiento político
Los autores del Manifiesto de la plataforma Democracia Real Ya asindical y apartidista, se consideraban preocupados e indignados por el panorama político, económico y social existente en España, marcado por la corrupción de los políticos, banqueros y grandes empresarios. Declararon que mediante la unión de la sociedad civil es posible construir un sistema mejor. Por ello sostuvieron firmemente lo siguiente:

Las prioridades de toda sociedad avanzada han de ser la igualdad, el progreso, la solidaridad, el libre acceso a la cultura, la sostenibilidad ecológica y el desarrollo, el bienestar y la felicidad de las personas.
Comunicado de prensa de “Democracia real YA” (17/05/2011)

Nosotros los desempleados, los mal remunerados, los subcontratados, los precarios, los jóvenes… queremos un cambio y un futuro digno. Estamos hartos de reformas antisociales, de que nos dejen en el paro, de que los bancos que han provocado la crisis nos suban las hipotecas o se queden con nuestras viviendas, de que nos impongan leyes que limitan nuestra libertad en beneficio de los poderosos. Acusamos a los poderes políticos y económicos de nuestra precaria situación y exigimos un cambio de rumbo.
Comunicado de prensa de “Democracia real YA” (17/05/2011)

Juan Torres López y Carlos Martínez García, miembros de la Asociación por la Tasación de las Transacciones Financieras y por la Ayuda a los Ciudadanos, plantean una nueva ley electoral que garantice la igualdad de todas las personas ante los procesos electorales, una jurisdicción que expulse de la vida política a los corruptos y unos medios que garanticen pluralidad de opinión.

La inmensa mayoría de los políticos, periodistas y tertulianos no han querido oír en los últimos tiempos a los jóvenes con tasas de paro del 45 %; ni a los miles de personas que reclamaban al Banco de España y los tribunales que los defiendan de las estafas de los bancos en forma de contratos de swaps, clips y demás engaños; ni a los cientos de miles de familias que han perdido la vivienda; ni a las docenas de miles de pequeños y medianos empresarios que cierran sus empresas porque no reciben ni un euro de bancos que usan las ayudas públicas para seguir especulando; ni a los padres y madres de familia que tienen cada vez más dificultades para llegar a fin de mes mientras los beneficios de las grandes empresas y bancos se disparan; ni a quienes decíamos que las medidas que se estaban tomando no eran para resolver la crisis, sino para que quienes la habían provocado salieran de ella con más poder y más beneficios; ni a quienes empezaban a sentirse indignados porque el gobierno llamara a La Moncloa para crear empleo a los grandes directivos de las empresas y bancos que más puestos de trabajo han destruido en los últimos años.
Juan Torres López y Carlos Martínez García, 15-M: Hartos de la estafa y la impunidad.

### Propuestas de Asamblea Sol
Las personas que se manifestaron en Madrid elaboraron una serie de propuestas durante los primeros días que se consensuaron en la Asamblea de Sol el 20 de mayo:
1. Cambio de la Ley Electoral para que las listas sean abiertas y con circunscripción única. La obtención de escaños debe ser proporcional al número de votos.
2. Atención a los derechos básicos y fundamentales recogidos en la Constitución como son:
  1. Derecho a una vivienda digna, articulando una reforma de la Ley Hipotecaria para que la entrega de la vivienda en caso de impago cancele la deuda (dación en pago).
  2. Sanidad pública, universal, gratuita y de calidad.
  3. Libre circulación de personas y refuerzo de una educación pública y laica.
3. Abolición de las leyes como la Ley del Plan Bolonia y el Espacio Europeo de Educación Superior, la Ley de Extranjería y la conocida como ley Sinde.
4. Reforma fiscal favorable para las rentas más bajas, una reforma de los impuestos de patrimonio e sucesiones. Implantación de la Tasa Tobin, la cual grava las transferencias financieras internacionales y supresión de los paraísos fiscales.
5. Reforma de las condiciones laborales de la clase política para que se abolan sus sueldos vitalicios. Que los programas y las propuestas políticas tengan carácter vinculante.
6. Rechazo y condena de la corrupción. Que sea obligatorio por la Ley Electoral presentar unas listas limpias y libres de imputados o condenados por corrupción.
7. Medidas plurales con respecto a la banca y los mercados financieros en cumplimiento del artículo 128 de la Constitución, que determina que “toda la riqueza del país en sus diferentes formas y sea cual fuere su titularidad está subordinada al interés general”. Reducción del poder del FMI y del BCE. Nacionalización inmediata de todas aquellas entidades bancarias que hayan tenido que ser rescatadas por el Estado. Endurecimiento de los controles sobre entidades y operaciones financieras para evitar posibles abusos en cualquiera de sus formas.
8. Desvinculación verdadera entre la Iglesia y el Estado, como establece el artículo 16 de la Constitución.
9. Democracia participativa y directa en la que la ciudadanía tome parte activa. Acceso popular a los medios de comunicación, que deberán ser éticos y veraces.
10. Verdadera regularización de las condiciones laborales y que se vigile su cumplimiento por parte de los poderes del Estado.
11. Cierre gradual de todas las centrales nucleares y la promoción de energías renovables y gratuitas.
12. Recuperación de las empresas públicas privatizadas.
13. Efectiva separación de poderes ejecutivo, legislativo y judicial.
14. Reducción del gasto militar, cierre inmediato de las fábricas de armas y un mayor control de las fuerzas y cuerpos de seguridad del Estado. Como movimiento pacifista creemos en el “No a la guerra”.
15. Recuperación de la Memoria Histórica y de los principios fundadores de la lucha por la Democracia en nuestro Estado.
16. Total transparencia de las cuentas y de la financiación de los partidos políticos como medida de contención de la corrupción política.[67]
17. Referéndum por la Jefatura del Estado.

### Propongo.cc
Se desarrolló la web Propongo.cc con el fin de facilitar la recogida y discusión de propuestas mediante una aplicación informática en línea.

## Colectivos y partidos nacidos a partir del 15M

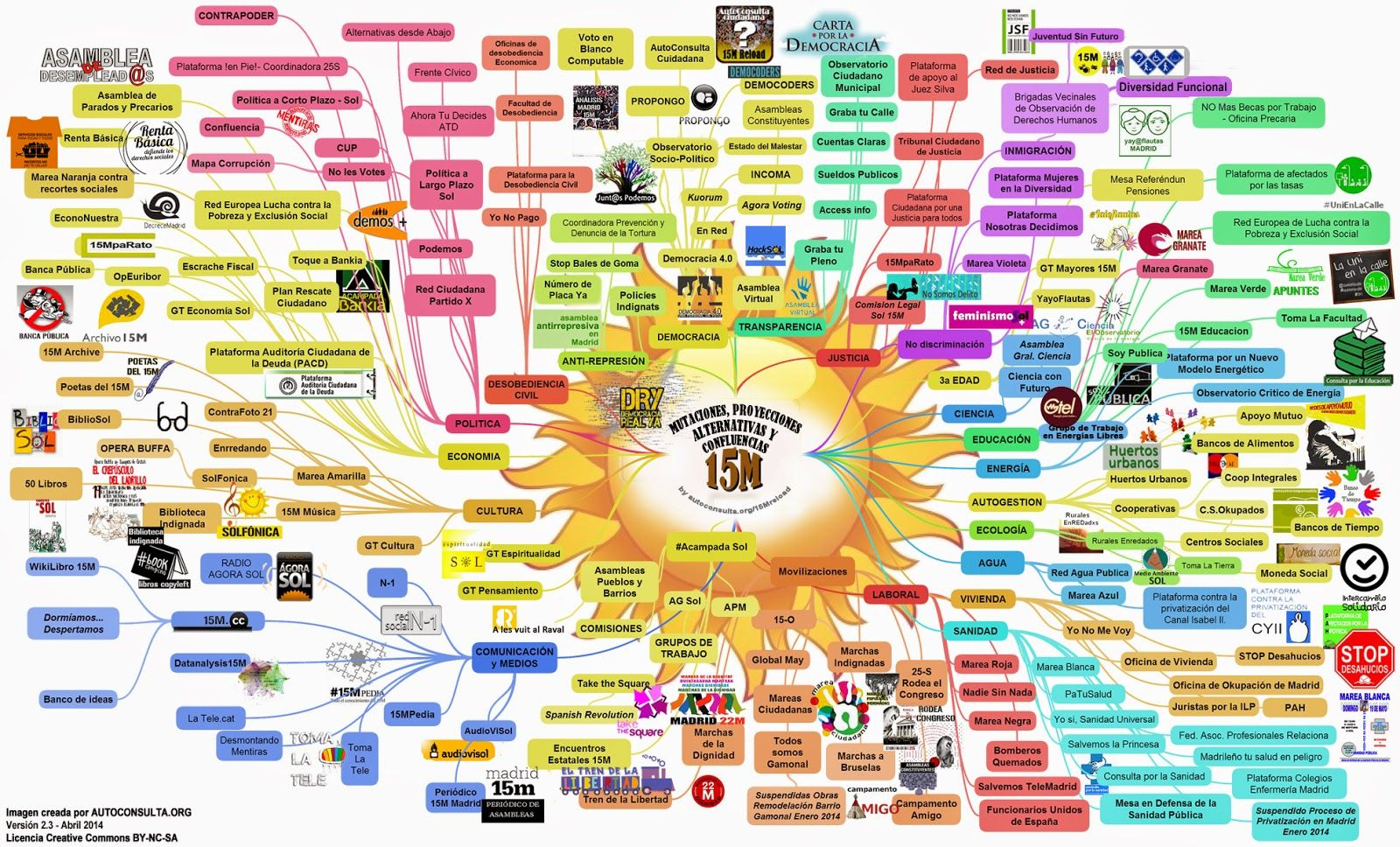
Movimientos y plataformas derivas del movimiento 15M

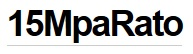
15MpaRato.

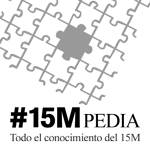
15Mpedia.

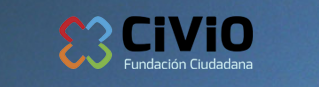
Civio.

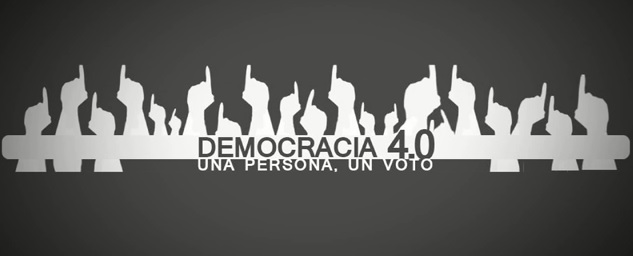
Democracia 4.0.

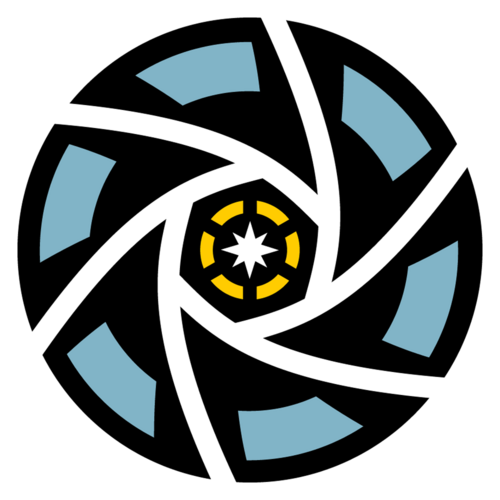
Fotomovimiento15M.

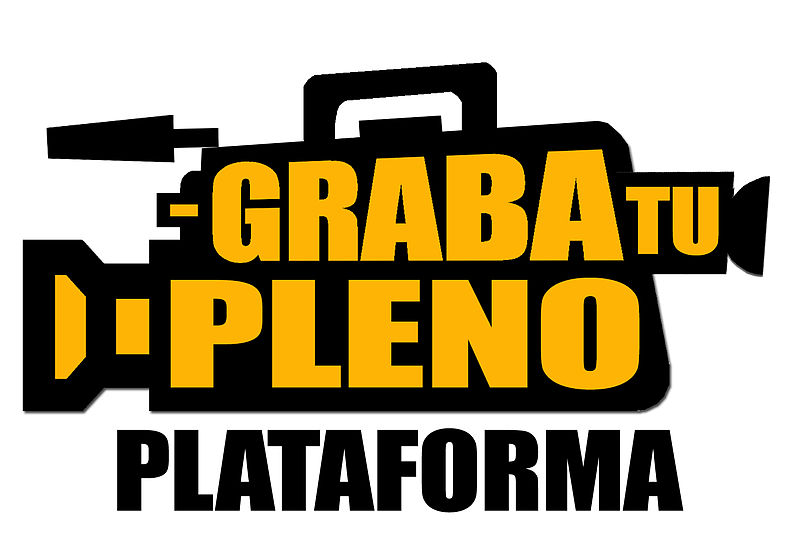
Graba tu pleno.

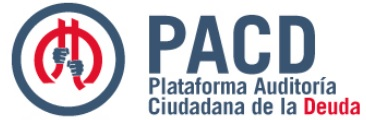
Plataforma Auditoría Ciudadana de la Deuda PACD.

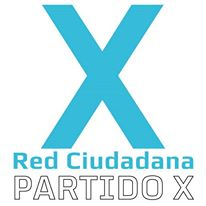
Partido X.

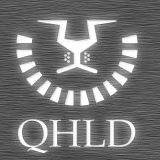
Qué Hacen Los Diputados.

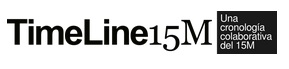
Timeline15M.

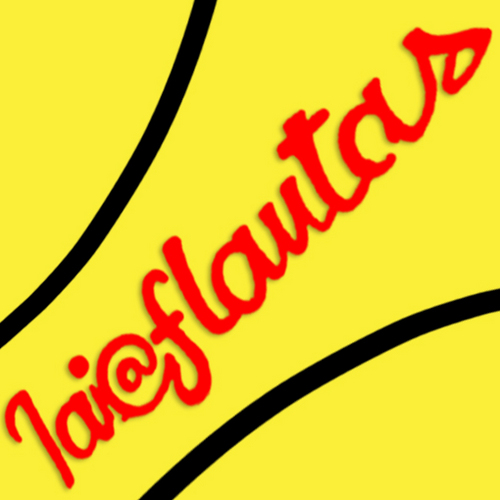
Iaioflautas.

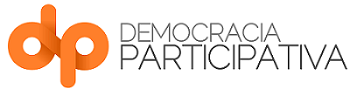
Democracia Participativa.

Los colectivos principales que ya existían antes del 15M son: Democracia Real Ya (DRY), Plataforma de Afectados por la Hipoteca (PAH), Juventud Sin Futuro, Estado del Malestar, X.net, No Les Votes y ATTAC entre otros.
Después de las acampadas del primer mes, y del posterior traslado de trabajo a asambleas de barrio por toda España, algunas personas decidieron trabajar en un colectivo de un área temática determinada, la mayoría de éstos nuevos.
A continuación se muestran algunos de los colectivos posteriores a la manifestación del 15 de mayo de 2011, divididos por áreas temáticas:
| Temática            | Colectivo |
| ------------------- | --- |
| Agua                | Marea Azul, Red agua pública |
| Antirrepresión      | Ojo con tu ojo, StopBalesdeGoma, NúmeroDePlacaYa, Di No a las Identificaciones |
| Comunicación        | Ágora Sol Radio, FotogrAcción, Setas TV, Toma La Tele |
| Cultura             | Marea Amarilla, 15m.cc, 15Mbcn TV, Fotomovimiento15M, Papers.15M.cc, AudioviSol |
| Democracia          | Asamblea Virtual, Autoconsulta Ciudadana - 15MReload, Democracia 4.0, Plebiscito Ciudadano (Marea Ciudadana), Ahora Tú Decides                                                                                     |
| Desobediencia civil | Yo no pago, No vull pagar |
| Economía            | DesBanka, Escrache fiscal, OpEuribor, Plan de Rescate Ciudadano, Plataforma Auditoría Ciudadana de la Deuda (PACD), Toque a Bankia                                                                                 |
| Educación           | Marea Verde, Toma la facultad |
| Energía             | Estafa Luz, Plataforma por un Nuevo Modelo Energético |
| Información         | 15Mpedia, 243.cat, DatAnalysis15m, Timeline15M |
| Inmigrantes         | Brigadas Vecinales de Observación de Derechos Humanos |
| Intervención social | Marea Violeta, Marea Naranja, Red Europea de Lucha contra la Pobreza y la Exclusión social |
| Internet            | MiniLeaks |
| Justicia            | 15MpaRato, Activa Preferentes, El indultómetro, Plataforma ciudadana por una justicia de todos, Tribunal Ciudadano de Justicia                                                                                     |
| Laboral             | Oficina Precaria |
| Sanidad             | Marea Blanca, Coordinadora Anti-privatización de la Sanidad, Dempeus per la salut pública, PATUSALUD, Yo Sí Sanidad Universal                                                                                      |
| Tercera edad        | Iaioflautas (Yayoflautas), Mesa Estatal por el Referéndum sobre las Pensiones |
| Transparencia       | Asociación de Consumidoras de Productos Electorales, Cuentas Claras, Graba tu Calle, Graba tu Pleno, Las Leyes Que Queremos, OpenKratio, Qué hacen los diputados, Sueldos Públicos, Filtrala.org, Fundación Civio, |
| Vivienda            | STOP Desahucios, Federación anarquista de Gran Canaria, Yo No Me Voy, Juristas por la ILP, |
| Movilidad           | Moratacleta, bicicrítica del distrito de Moratalaz |
| Emigración          | Marea Granate |

### Mareas
Algunos sectores como el de la sanidad o la educación públicas se han organizado en «mareas», la marea blanca y marea verde respectivamente. Un miembro de PATUSALUD consideró a la marea blanca la hija mayor del 15M.
Las mareas salieron a la calle de manera conjunta el 23 de febrero de 2013 bajo el lema Marea ciudadana contra el golpe de los mercados.
A continuación se muestra una lista de mareas:
- Marea Amarilla: en defensa del sistema público de bibliotecas.[80][81]
- Marea Azul: promueve una visión del agua como bien común y servicio público.[82]
- Marea Blanca: en defensa de la sanidad pública y contra la privatización.
- Marea Granate: contra la emigración forzada.[83]
- Marea Marrón: defensa medioambiental en contra de la venta y la especulación de los montes públicos.[84]
- Marea Multicolor: es la coordinadora de mareas, asambleas 15M y colectivos sociales que se ha dado en algunas localidades. En el caso de Huesca se inicia en marzo de 2012, extendiéndose posteriormente a Jaca.[85][86]
- Marea Naranja: en defensa de los servicios sociales.[cita requerida]
- Marea Negra: funcionarios de administración y servicios generales, de luto contra los recortes.
- Marea Roja: contra el desempleo y por los servicios públicos de empleo.[cita requerida]
- Marea Verde: por la educación pública.[87]
- Marea Violeta: contra los recortes en políticas de igualdad.[cita requerida]

### Proyectos políticos nacidos a partir del 15M
A partir de 2013 empezaron a aparecer proyectos políticos creados o vinculados con colectivos y miembros del 15M.

#### Estatales
En enero de 2013 se presenta públicamente el Partido X (nombre oficial Partido X, Partido del Futuro también conocidos como Red Ciudadana Partido X), nacido a partir de un grupo de personas afines al 15M y a los movimientos de la cultura libre. Este partido aboga por un modelo de democracia monitorizada y participada por la ciudadanía, explotando el potencial político de las herramientas de comunicación digitales. Su programa se basa en cuatro pilares: la transparencia en la gestión pública; el poder legislativo ciudadano (wikidemocracia); el derecho a voto real y permanente; y, la aplicación del referéndum vinculante. Se presentó a las elecciones al Parlamento europeo 2014 y en la actualidad continúa siendo activo en el ámbito electoral colaborando con grupos ciudadanos  y promoviendo la vigilancia ciudadana de procesos electorales. Otros partidos surgidos por influencia del 15-M fueron el Movimiento de Renovación Democrática Ciudadana, Recortes Cero o Democracia Participativa, vinculada al colectivo Ahora Tú Decides.
Atendiendo a la escasa incidencia electoral de estos partidos y al hecho de que la mayoría de colectivos hasta el momento se habían centrado en la acción en las calles, la secretaria general del Partido Popular María Dolores de Cospedal retó en mayo de 2013 a los movimientos del 15-M a presentarse a las elecciones. En febrero de 2014 se formó el partido Podemos, que en mayo obtuvo cinco eurodiputados en las elecciones europeas y en 2015 se convirtió en la tercera fuerza del Estado, obteniendo ministerios y una vicepresidencia más adelante en el Segundo gobierno de Pedro Sánchez (2020-2023). Este proceso fue considerado una institucionalización de parte de las demandas del movimiento.

#### Autonómicos
A nivel autonómico, en Cataluña apareció en 2013 la plataforma Procés Constituent. En paralelo, fuerzas soberanistas o nacionalistas como EH Bildu, las CUP o Compromís, que no habían nacido al calor del movimiento pero incorporaban parte de sus demandas, experimentaron un crecimiento notable en sus territorios.

#### Municipales
En junio de 2014 se presentó Guanyem Barcelona, plataforma política promovida por la activista Ada Colau. Posteriormente se crearon procesos similares con el prefijo Guanyem o Ganemos (en castellano) en otras ciudades como Málaga, Madrid, Murcia, Valladolid o Logroño, entre otras, así como una serie de mareas municipalistas en ciudades gallegas. Las llamadas "alcaldías del cambio", coaliciones entre estas plataformas y fuerzas como Podemos o IU, llegaron a gobernar en Barcelona (Barcelona en Comú), Madrid (Ahora Madrid), Zaragoza (Zaragoza en Común), A Coruña (Marea Atlántica), Cádiz (Adelante Cádiz), Santiago de Compostela (Compostela Aberta) o Ferrol (Ferrol en Común).

## Logros
La plataforma Logros15M.cc recopiló algunos objetivos iniciales del 15M que lograron ser cumplidos. Entre ellos se encuentran la creación de numerosas plataformas y colectivos que activaron a la sociedad civil tras un periodo de desmovilización, la influencia en el debate político y la creación de comunidades autónomas conectadas entre sí en la mayoría de la Península, incluyendo ciudades medianas y pequeñas.
Una de las acciones con mayor impacto en el medio plazo fue la actividad judicial del colectivo 15MpaRato, que llevó a la apertura del Caso Bankia, la investigación de la estafa de las preferentes y, junto al Partido X, de los correos de Miguel Blesa, que derivó en la causa de las tarjetas black por la que fueron condenados Blesa y Rodrigo Rato. Estas acciones se llevaron a cabo con frecuencia en colaboración con otros grupos vinculados al 15-M, como Plataforma Ciudadana por la Auditoría de la Deuda (PACD), Xnet, PlanDeRescateCiudadano, Iaioflautas, PAH, OpEuribor, TomaTuBanco, CierraBankia, Democracia 4.0 o Madrilonia. En cuanto a la persecución de delitos económicos, otros triunfos fueron la imposición de una multa récord a seis grandes bancos por parte de la Comisión Europea por la manipulación del Euribor, gracias a la iniciativa de OpEuribor y los abogados Juan Moreno Yagüe y Francisco Jurado, o el rechazo de varios municipios a pagar a los bancos deuda considerada ilegítima tras realizar auditorías a instancias de la PACD.
En el ámbito de la vivienda, la PAH paró más de 600 desahucios y continuó su actividad tras el fin del ciclo, logrando una visibilidad mediática significativa para la problemática. Esta plataforma popularizó métodos de acción directa y desobediencia civil como los escraches o las movilizaciones para detener desahucios, que serían influyentes en el movimiento de la vivienda posterior. Por su parte, la Federación anarquista de Gran Canaria realojó a más de 400 personas siguiendo las líneas del movimiento okupa.
El movimiento impactó el debate político a nivel estatal, pero inicialmente no tuvo una traducción electoral directa, siendo el vencedor de las elecciones generales de 2011 el conservador Mariano Rajoy. No obstante, se considera que abrió un nuevo ciclo político, en el marco del cual se generalizó la exigencia de elecciones primarias en los partidos y una mayor transparencia, y junto a la irrupción de Podemos llevó a una transformación del panorama electoral y el fin del bipartidismo que había imperado desde la Transición. En este sentido, alcanzó representación el partido UPyD y posteriormente se consolidó a nivel estatal el partido Ciudadanos, y se produjo una renovación de los discursos y dirigentes de partidos tradicionales como el PSOE o IU con figuras jóvenes como Pedro Sánchez y Alberto Garzón. En relación con las demandas de transparencia y el rechazo de la corrupción, se ha vinculado al 15-M a las distintas investigaciones judiciales que acabaron con la condena del PP como organización criminal y la moción de censura contra Rajoy o la abdicación del Rey Juan Carlos I.

## Reacciones

### Desde los partidos políticos y el Gobierno
La primera manifestación provocó reacciones en los partidos políticos, que debatieron y se pronunciaron sobre ella desde el día 16, aunque el 15 de mayo (día de la primera convocatoria) casi ningún partido político quiso hablar acerca de la situación.
El 17 de mayo la página de ¡Democracia Real Ya! contaba con el apoyo de 500 asociaciones muy diversas, pero seguía rechazando la colaboración de partidos políticos y sindicatos, defendiendo la independencia de las protestas respecto de cualquier ideología política institucionalizada.
El Gobierno respondió a menudo con cargas para disolver las manifestaciones, y Amnistía Internacional denunció en su informe El estado de los derechos humanos en el mundo el uso excesivo de la fuerza por parte de la policía para disolver manifestaciones pacíficas. En 2015 el Gobierno de Mariano Rajoy aprobó la conocida como «Ley mordaza», que limitó la protesta civil, legalizó el uso de balas de goma y proyectiles de foam por parte de la policía y sancionó las grabaciones de actuaciones policiales.

### Desde la sociedad civil
Según un sondeo de Metroscopia para El País, de mayo de 2013, el 78 % de los ciudadanos asegura que los indignados tienen razón en lo que dicen y solo un 4 % dice tener dudas sobre los motivos de la protesta. El 15M fue criticado por parte de medios de comunicación conservadores como ABC.

### Por parte de intelectuales
Ignacio Ramonet comentó en una conferencia en la Universidad de Heidelberg, basándose en las frases que estaban escritas en las acampadas (en la Puerta del Sol el 4-5 de junio, y en Valencia el 21-22 de mayo), que parecía que faltaba, en el Movimiento 15M, la conciencia de la responsabilidad fundamental de los medios de comunicación en el sistema, que según Ramonet son a través de los cuales la globalización financiera expresa su ideología, y lo comparó con el Foro Social Mundial:

No se puede combatir al sistema sin combatir a los medios. No se puede creer, como en cierta medida, en el Movimiento 15 de mayo, da la impresión que creen, que hay buenos medios y malos medios. No tiene sentido ni de moral, ni de rectitud, hay que hacer un análisis estructural del funcionamiento de los medios en el marco de la globalización.

El filósofo argentino Eduardo Sanguinetti El indignado de la Cruz del Sur, lanza su Manifiesto de indignados contra el Neoliberalismo en diciembre de 2011 en Montevideo denuncia al establishment político económico y social vigentes «Manifiesto de los Indignados contra el Neoliberalismo» 24 de marzo de 2019. 

... Hoy, miles de corazones de los cinco continentes se viven aquí y en todas partes, por la humanidad y contra el neoliberalismo.Hoy, miles de seres humanos de los cinco continentes gritan su “¡ya basta!” aquí y en todas partes… gritan ¡ya basta! al conformismo, al nada hacer, al cinismo, al egoísmo hecho Deidad del Sistema asesino.Hoy, miles de pequeños mundos de los cinco continentes ensayan un principio aquí y en todas partes, cual principio de la construcción de un mundo nuevo y para todos, es decir, un mundo donde quepan todos los mundos.Indignados de todo el mundo bienvenidos a la rebelión, a este y cualquier rincón del mundo donde todos somos iguales porque somos diferentes.Bienvenidos a la búsqueda de la vida y la lucha contra la muerte y la destrucción, bienvenidos a este primer gran encuentro de todos los seres libres, por la Humanidad y contra el Neoliberalismo.Libertad, amor, armonía, belleza.

Algunos intelectuales consideraron el 15M como el fin de la época de la cultura de consenso en torno a la Transición Española, en relación a lo cual Guillem Martínez acuñó el concepto de CT o «Cultura de la Transición».
Leonardo Boff, el 17 de febrero de 2012 escribe, en relación con una mesa de indignados en el Foro Social Mundial Temático de Porto Alegre 2012, que las reivindicaciones del movimiento mundial de indignados bajo el lema democracia ya sigue siendo la vanguardia alternativa a la situación política y económica evidenciada por la Crisis económica de 2008-2012. Para Boff, una de las pocas respuestas alternativas ha sido la solución dada por sus ciudadanos a la crisis financiera en Islandia de 2008-2009, parafraseando a Paul Krugman:

... dejaron quebrar a los bancos, pusieron en prisión a los banqueros y especuladores que practicaron desfalcos, reescribieron la constitución, garantizaron la seguridad social para evitar el colapso generalizado y consiguieron crear empleo. Consecuencia: el país salió del atolladero y es uno de los países nórdicos que más crece. El camino islandés ha sido silenciado por los medios de comunicación de masas mundiales por temor a que sirva de ejemplo a los demás países.

Otras figuras que dieron su apoyo a las acampadas fueron Joseph Stiglitz, José Luis Sampedro, Manuel Castells, Eduardo Galeano, Agustín García Calvo, Arcadi Oliveres, Eduard Punset, Plantu o Álex de la Iglesia.

### Enciclopedia del 15M
El 6 de junio de 2012 se presentó la 15Mpedia, una enciclopedia libre sobre el 15M, donde sus normas y pilares son similares a los de Wikipedia: la licencia de los textos de 15Mpedia es Creative Commons-Reconocimiento-Compartir Igual; contiene información sobre colectivos relacionados con el 15M (asambleas, acampadas, plataformas, etc), además de otros temas relacionados con el 15M, como desahucios, dación en pago, centros sociales, corrupción política, propuestas del 15M, recortes sociales y manifestaciones anteriores y futuras.

## En el cine y la literatura
Existen numerosos documentales sobre el movimiento, tales como La Plaza, la gestación del movimiento 15M (2011) de Adriano Morán Conesa, 50 Días de Mayo (Ensayo para una revolución) (2012) de Alfonso Amador, 15M. Excelente. Revulsivo. Importante (2013) de Stéphane M. Grueso o No estamos solos (2015) de Pere Joan Ventura. En 2012 Basilio Martín Patino estrenó su última película, Libre te quiero, que hacía un retrato personal del movimiento. Carlos Serrano Azcona realizó un díptico sobre el movimiento con Banderas falsas (2011) y Falsos horizontes (2013). El movimiento está presente también en Mai és tan fosc (2014) de Èrika Sánchez Marcos, Informe General II: El nuevo rapto de Europa (2015) de Pere Portabella o Política, manual de instrucciones (2016) de Fernando León de Aranoa.
Además de las distintas obras académicas, de testimonios y de ensayo sobre el movimiento, este es el centro de la novela Hotel Madrid, historia triste (2021) de Rocío Lanchares Bardají.

### Documentales sobre el 15M
- 15-M: En nombre de la democracia[162]
- 15M. Excelente. Revulsivo. Importante.
- 15M: Málaga Despierta
- 15M, la revolución como una de las bellas artes
- Conversaciones 15M.cc: lista de entrevistas del proyecto 15M.cc[163]
- Inside 15M: 48 horas con los indignados[164]
- Interferencies[165]
- La clave está en Sol[166]
- La marcha indignada[167]
- La Plaza, la gestación del movimiento 15M[168]
- Libre te quiero
- 50 días de mayo (Ensayo para una revolución)
- Banderas Falsas
- Falsos Horizontes
- Vers Madrid
- Indignados, (del 15M al 20N)
- Reacción 15M[169]
- Sevilla 15O[170]
- Spanish Revolution: ¿Qué ha pasado aquí?[171]
- Todos cuentan 15M[172]
- No estamos solos

## Impacto global
De forma similar a lo que fue la Primavera Árabe para el 15M, se han producido movimientos similares en otros países inspirados en parte en el 15M:
- Movimiento Occupy de EEUU
- Yosoy132 en México
- Occupy Gezi en Turquía
- Protestas en Brasil de 2013
- Nuit debout en Francia en 2016

En diciembre de 2013 se creó la Global Revolution Research Network (GRRN) en la UOC que buscaba estudiar patrones y métodos comunes entre estos movimientos. Un informe del CSIS situaba estas protestas, así como las posteriores en Hong Kong, Irán o Chile, como parte de una tendencia mayor, que convirtió la de la década de los 2010 en la mayor oleada de protestas en la historia moderna en el mundo, por encima de los años setenta.